# Abadia de Gembloux

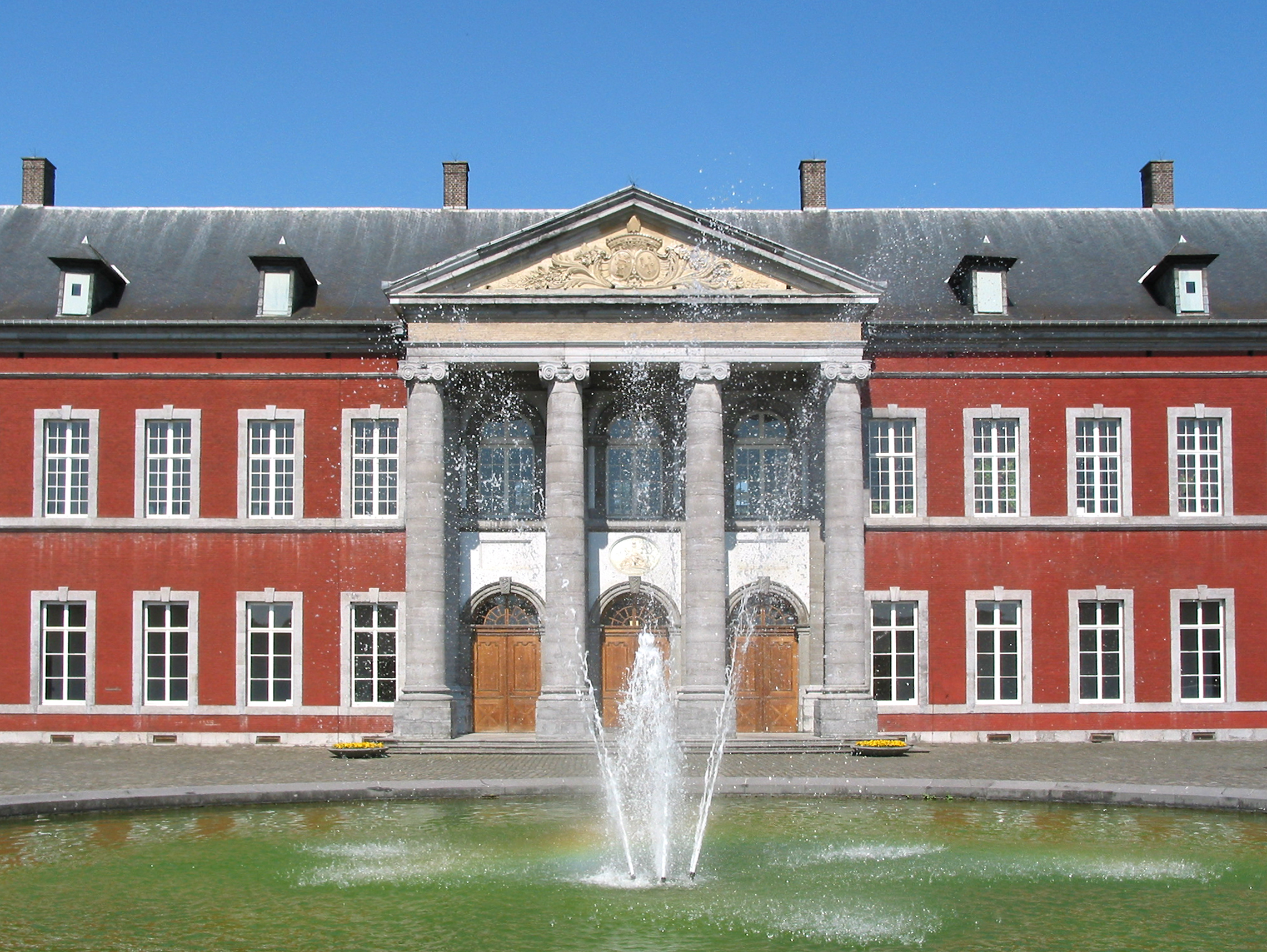
Abadia de Gembloux.

A Abadia de Gembloux foi uma abadia Beneditina localizada perto da cidade de Gembloux, província de Namur, Bélgica. Foi fundada por São Guiberto.